# 二氯氧化硒
二氯氧化硒 是一种无机化合物，化学式 SeOCl2。 它是一种无色液体。  它具有高介电常数（55）和高比电导率，是一种有吸引力的溶剂。 在结构上，它和氯化亚砜 SOCl2 类似，有着三角锥分子构型。

## 制备和反应
二氯氧化硒可以用多种方法来制备，一种流行的方法是将二氧化硒转化为二氯二氢氧化硒，然后脱水： 
SeO2  +  2 HCl   →  Se(OH)2Cl2
Se(OH)2Cl2   →  SeOCl2  +  H2O
最初的合成涉及二氧化硒和四氯化硒的阴离子互换反应。
二氯氧化硒会水解成 盐酸和二氧化硒。